# Речка
Речка је насеље у Србији у општини Неготин у Борском округу. Према попису из 2022. у насељу је било 223 становника (према попису из 2011. било је 353 становника, према попису из 2002. било је 469 становника а према попису из 1991. било је 649 становника).

## Географија
Речка је виноградарско ратарско-сточарско сеоско насеље збијеног типа удаљено 13 километара југозападно од Неготина. Смештено је на просечно 150 метара надморске висине, на долинским странама Сиколске река, леве притоке Тимока. Северна географска ширина насеља је од 44° 08’ 48” источна географска дужина 22° 28’ 28”, а површина атара 2.664 хектара. Од Неготина се до овог насеља може стићи директним асфалтним путем.

## Историја
Речка је, по предању, основана почетком 17. или 18. века. Остаци старина у атару насеља упућују на ранију насељеност (зидине старог утврђења на Градишту, два Селишта, старо гробље и друго).
Село се први пут помиње на карти „Темишварски Банат“, на којој је Retzka забележена као насељено место, а у близини су забележена Goiana и Cetievo. Године 1736. било је у Речки 5 а „у Гоњану 6“ кућа. Гоњана је данас топографски називе а Cetievo није познато у селу. Село Retsch’ka је забележено 1784. године а 1807. године године помиње се кнез „Стојан речки“ а 1811. године записана је Речка.
Током своје историје бележи знатне промене у физиономској и демографској величини (1736. је имала 5 кућа, 1846 - 105 кућа, 1866. године 156 кућа, 1924. године 245 кућа.)
Најјача традиција о насељавању је да су се оснивгачи села доселили са Косова. Међутим, постоји традиција о насељавању из Поморавља, Шумадије и пожаревачког краја, одакле су се досељавали као Власи, па овде посрбљени.
Данашње насеље обухвата два краја: Доњи и Горњи крај.
У њему су измећу два светска рата живеле следеће фамилије: Рашићи или Гагићи (слава Свети Лука), Ђурђевићи (слава Митровдан), Ћутаци, Сретковићи, Николићи или Савчићи (слава Ђурђевдан), Перуникићи (слава Свети Лука), Веселиновићи (слава Ђурђевдан), Марготићи (слава Свети Јован), Веловићи (слава Ђурђевдан), Радунци, Панићи или Лукићи (слава Свети Јован), Величковићи (слава Свети Јован), Божиловићи (слава Свети Никола), Вучићи (слава Свети Јован), Вељковићи (Свети Никола), Ивановићи (слава Свети Јован), Банковци (слава Митровдан), Босиљкићи (слава Видовдан), Здравковићи (слава Ђурђевдан), Карбуловци (слава Свети Лука), Ђукићи (слава Свети Арханђео), Тошићи или Влашићи (слава Свети Арханђео), Станојевићи (слава Свети Врачи), Бусићи (слава Свети Јован), Џаџићи (слава Ђурђевдан), Јовановићи (слава Света Петка), Пурићи (слава Свети Срђа), Боцићи (слава Свети Јован) и Барбуловићи (слава Света Параскева).
Заветина Речке је Петровдан.
Православни храм посвећен Светом Петру и Павлу (црквена слава Петровдан) је подигнут 1901. године.
Становништво Речке је српско староседелачко и досељено.
Године 1921. Речка је имала 245 кућа и 1.207 становника, 1948. године 295 кућа и 1.235 становника, а 2002. године 245 кућа и 464 становника. У иностранству из овог насеља 2007. године ради 22 становника (у САД, Аустрији и Немачкој).
Основна школа, која је у насељу почела са радом 1847. године, школске 2006/2007. године је имала 14 ученика.
Земљорадничка задруга у Речкој је основана 1920. године (обновљена 1947. године као Земљорадничка набавно-продајна задруга). Године 1964. била је припојена ПК „Крајина " у Неготину, а данас ради самостално. Речка је Дом културе добила 1950. године, електрифицирана је 1953. године, а телефонске везе са светом добила је 1981. године.

## Демографија
Према последњем попису из 2022. године у насељу је живело 223 становника што је за 130 мање у односу на 2011. када је на попису било 353 становника. У насељу живи 214 пунолетних становника, а просечна старост становништва износи 61,04 година (56,41 код мушкараца и 65,63 код жена).
Према подацима пописа из 2022. у насељу има 111 домаћинства, а просечан број чланова по домаћинству је 2,01 а према истом попису у насељу има 286 стамбених јединица од којих је 120 насељених.
Ово насеље је великим делом насељено Србима (према попису из 2002. године), а у последња три пописа, примећен је пад у броју становника.
|  |

| Демографија | Демографија | Демографија |
| Година      | Становника  | Становника  |
| ----------- | ----------- | ----------- |
| 1948.       | 1.235       |             |
| 1953.       | 1.250       |             |
| 1961.       | 1.194       |             |
| 1971.       | 1.054       |             |
| 1981.       | 828         |             |
| 1991.       | 649         | 619         |
| 2002.       | 469         | 520         |
| 2011.       | 353         |             |
| 2022.       | 223         |             |

| Етнички састав према попису из 2002.‍ | Етнички састав према попису из 2002.‍ | Етнички састав према попису из 2002.‍ | Етнички састав према попису из 2002.‍ | Етнички састав према попису из 2002.‍ |
| ------------------------------------ | ------------------------------------ | ------------------------------------ | ------------------------------------ | ------------------------------------ |
|                                      |                                      |                                      |                                      |                                      |
| Срби                                 | Срби                                 |                                      | 461                                  | 98,29%                               |
| Бугари                               | Бугари                               |                                      | 3                                    | 0,63%                                |
| Румуни                               | Румуни                               |                                      | 2                                    | 0,42%                                |
| Словенци                             | Словенци                             |                                      | 1                                    | 0,21%                                |
| непознато                            | непознато                            |                                      | 2                                    | 0,42%                                |

| Година пописа     | 1948. | 1953. | 1961. | 1971. | 1981. | 1991. | 2002. |
| ----------------- | ----- | ----- | ----- | ----- | ----- | ----- | ----- |
| Број домаћинстава | 295   | 300   | 284   | 269   | 236   | 209   | 179   |

| Број чланова      | 1  | 2  | 3  | 4  | 5  | 6 | 7 | 8 | 9 | 10 и више | Просек |
| ----------------- | -- | -- | -- | -- | -- | - | - | - | - | --------- | ------ |
| Број домаћинстава | 52 | 56 | 29 | 17 | 10 | 8 | 5 | 1 | 1 | 0         | 2,62   |

| Пол    | Укупно | Неожењен/Неудата | Ожењен/Удата | Удовац/Удовица | Разведен/Разведена | Непознато |
| ------ | ------ | ---------------- | ------------ | -------------- | ------------------ | --------- |
| Мушки  | 196    | 22               | 142          | 27             | 5                  | 0         |
| Женски | 232    | 13               | 143          | 69             | 7                  | 0         |
| УКУПНО | 428    | 35               | 285          | 96             | 12                 | 0         |

| Пол    | Укупно                    | Пољопривреда, лов и шумарство | Рибарство                            | Вађење руде и камена | Прерађивачка индустрија       |
| ------ | ------------------------- | ----------------------------- | ------------------------------------ | -------------------- | ----------------------------- |
| Мушки  | 88                        | 69                            | 0                                    | 1                    | 2                             |
| Женски | 83                        | 81                            | 0                                    | 0                    | 1                             |
| УКУПНО | 171                       | 150                           | 0                                    | 1                    | 3                             |
| Пол    | Производња и снабдевање   | Грађевинарство                | Трговина                             | Хотели и ресторани   | Саобраћај, складиштење и везе |
| Мушки  | 0                         | 5                             | 9                                    | 0                    | 2                             |
| Женски | 0                         | 0                             | 0                                    | 0                    | 0                             |
| УКУПНО | 0                         | 5                             | 9                                    | 0                    | 2                             |
| Пол    | Финансијско посредовање   | Некретнине                    | Државна управа и одбрана             | Образовање           | Здравствени и социјални рад   |
| Мушки  | 0                         | 0                             | 0                                    | 0                    | 0                             |
| Женски | 0                         | 0                             | 0                                    | 1                    | 0                             |
| УКУПНО | 0                         | 0                             | 0                                    | 1                    | 0                             |
| Пол    | Остале услужне активности | Приватна домаћинства          | Екстериторијалне организације и тела | Непознато            | Непознато                     |
| Мушки  | 0                         | 0                             | 0                                    | 0                    | 0                             |
| Женски | 0                         | 0                             | 0                                    | 0                    | 0                             |
| УКУПНО | 0                         | 0                             | 0                                    | 0                    | 0                             |